# Sadras
Sadras oder Sadurangapattinam (Tamil: சதுரங்கபட்டினம் Caturaṅkapaṭṭiṉam [ˈsad̪ɯɾʌŋɡəˌpaʈːinʌm]) ist ein Dorf im indischen Bundesstaat Tamil Nadu.
Sadras liegt an der Koromandelküste im Norden Tamil Nadus 70 Kilometer südlich von Chennai (Madras), der Hauptstadt des Bundesstaates. Der Strandort Mamallapuram (Mahabalipuram) liegt 16 Kilometer nördlich. In direkter Nachbarschaft zu Sadras befindet sich der Ort Kalpakkam, der als Standort des Kernkraftwerks Madras bekannt ist. Das alte Dorf Sadras liegt zwischen dem Kernkraftwerk und der neugegründeten Siedlung Kalpakkam Township. Verwaltungsmäßig gehört Sadras zum Taluk Tirukalukundram des Distrikts Chengalpattu. Der Ort hat nach der Volkszählung 2011 rund 6.300 Einwohner. Sadras wird nach dem Panchayat-System von einem Dorfrat verwaltet.
Während der Kolonialzeit war Sadras ein Stützpunkt der Niederlande. Die Niederländer gründeten 1647 eine Faktorei und erbauten später eine Festung. Während der niederländischen Zeit war Sadras ein Zentrum der Musselinproduktion. Die Niederländer gerieten bald in Konkurrenz zu der Britischen Ostindien-Kompanie, die 1640 im nahen Madras das Fort St. George gegründet hatten. Während des Ersten Koalitionskriegs eroberten die Briten 1795 Sadras, traten es als nach den Konditionen des Britisch-Niederländischen Vertrags von 1814 aber 1818 wieder an die Niederlande ab. Nachdem die Briten und Niederländer im Britisch-Niederländischen Vertrag von 1824 ihre Interessensphären in Asien abgegrenzt hatten, wurde Sadras 1825 zusammen mit den restlichen niederländischen Besitzungen in Indien endgültig britisch.
An die niederländische Kolonialzeit erinnert in Sadras heute noch das Fort Sadras. Von den vier Bastionen der Festung sind drei erhalten geblieben. Seit 2003 wird das Fort Sadras unter der Leitung des Archaeological Survey of India restauriert.